# Movimento Democrata Cristão
O Movimento Democrata Cristão (em eslovaco: Kresťanskodemokratické hnutie, KDH) é um partido político da Eslováquia.
O partido foi fundado em 1990 por Ján Čarnogurský e, desde então, se tornou um dos partidos mais influentes do país, tendo participado em diversos governos.
O KDH define-se como um partido democrata-cristão e conservador social, colocando-se no centro-direita do espectro político.
Actualmente é liderado por Ján Figeľ e, é membro do Partido Popular Europeu e observador da Internacional Democrata Centrista.

## Resultados eleitorais

### Eleições legislativas
| Data | CI.                            | Votos                          | %                              | +/-                            | Deputados                      | +/-                            | Status                         |
| ---- | ------------------------------ | ------------------------------ | ------------------------------ | ------------------------------ | ------------------------------ | ------------------------------ | ------------------------------ |
| 1990 | 2.º                            | 648 782                        | 19,2 / 100,0                   |                                | 31 / 150                       |                                | Governo                        |
| 1992 | 3.º                            | 273 945                        | 8,9 / 100,0                    | 10,3                           | 18 / 150                       | 13                             | Oposição                       |
| 1994 | 4.º                            | 289 987                        | 10,1 / 100,0                   | 1,2                            | 17 / 150                       | 1                              | Oposição                       |
| 1998 | Coligação Democrática Eslovaca | Coligação Democrática Eslovaca | Coligação Democrática Eslovaca | Coligação Democrática Eslovaca | Coligação Democrática Eslovaca | Coligação Democrática Eslovaca | Coligação Democrática Eslovaca |
| 2002 | 5.º                            | 237 202                        | 8,3 / 100,0                    |                                | 15 / 150                       |                                | Governo                        |
| 2006 | 6.º                            | 191 443                        | 8,3 / 100,0                    | Estável                        | 14 / 150                       | 1                              | Oposição                       |
| 2010 | 4.º                            | 215 755                        | 8,5 / 100,0                    | 0,2                            | 15 / 150                       | 1                              | Governo                        |
| 2012 | 2.º                            | 225 361                        | 8,8 / 100,0                    | 0,3                            | 16 / 150                       | 1                              | Oposição                       |
| 2016 | 9.º                            | 128 908                        | 4,9 / 100,0                    | 3,4                            | 0 / 150                        | 16                             | Extra-parlamentar              |
| 2020 | 8.º                            | 134 099                        | 4,7 / 100,0                    | 0,2                            | 0 / 150                        | Estável                        | Extra-parlamentar              |

### Eleições presidenciais
| Data | Candidato apoiado  | 1ª Volta | 1ª Volta  | 1ª Volta     | 2ª Volta | 2ª Volta  | 2ª Volta     |
| Data | Candidato apoiado  | CI.      | Votos     | %            | CI.      | Votos     | %            |
| ---- | ------------------ | -------- | --------- | ------------ | -------- | --------- | ------------ |
| 1999 | Rudolf Schuster    | 1.º      | 1 396 950 | 47,4 / 100,0 | 1.º      | 1 727 481 | 57,2 / 100,0 |
| 2004 | František Mikloško | 5.º      | 129 414   | 6,5 / 100,0  |          |           |              |
| 2009 | Iveta Radičová     | 2.º      | 713 735   | 38,1 / 100,0 | 2.º      | 988 808   | 44,5 / 100,0 |
| 2014 | Pavol Hrušovský    | 6.º      | 63 298    | 3,3 / 100,0  |          |           |              |
| 2019 | František Mikloško | 5.º      | 122 916   | 5,7 / 100,0  |          |           |              |

### Eleições europeias
| Data | CI. | Votos   | %            | +/- | Deputados | +/-     |
| ---- | --- | ------- | ------------ | --- | --------- | ------- |
| 2004 | 4.º | 113 655 | 16,2 / 100,0 |     | 3 / 14    |         |
| 2009 | 4.º | 89 905  | 10,9 / 100,0 | 5,3 | 2 / 13    | 1       |
| 2014 | 2.º | 74 108  | 13,2 / 100,0 | 2,3 | 2 / 13    | Estável |
| 2019 | 4.º | 95 588  | 9,7 / 100,0  | 3,5 | 2 / 13    | Estável |